# Tareq och Sofias skärgårdsdröm
Tareq och Sofias skärgårdsdröm är en svensk realityserie på streamingtjänsten Max och Kanal 5, som hade premiär den 5 februari 2025.

## Handling
Realityserien följer kändisparet med kocken och krögaren Tareq Taylor och hälsocoachen Sofia Ståhl. I programmet ska de bygga ett hus i skärgården helt på egen hand. En utmaning som inte blir mindre när de mitt i planerandet får reda på att de ska få sitt första gemensamma barn.